# Калугарени (Васлуј)
Калугарени (рум. Călugăreni) насеље је у Румунији у округу Васлуј у општини Штефан чел Маре. Oпштина се налази на надморској висини од 173 m.

## Становништво
Према подацима из 2002. године у насељу је живело 183 становника, од којих су сви румунске националности.